# Robert Domes
Robert Domes (Ichenhausen, 27 ottobre 1961) è un giornalista e scrittore tedesco.

## Biografia
Nato a Ichenhausen, Robert Domes cresce in una famiglia della classe operaia a Oxenbronn nella Svevia bavarese (distretto di Günzburg). Dopo essersi diplomato e dopo aver completato il servizio civile, studia scienze politiche e scienze della comunicazione all'Università Ludwig Maximilians di Monaco. Lascia il college per iniziare un tirocinio presso l'Allgäuer Zeitung (AZ) a Kempten e lavora come redattore per diverse testate tedesche. Dal 1988 è direttore dell'AZ a Kaufbeuren. Nel 2001 assume la direzione degli editori locali Kaufbeuren e Buchloe. Il 1 luglio 2002 diventa libero professionista come autore e giornalista, insegna giornalismo e dirige diversi progetti teatrali ed artistici.
Domes sposa l'attrice Simone Schatz. Ha tre figli dal suo primo matrimonio e due figli con l'attuale moglie. Vive con la sua famiglia a Irsee in Algovia.

## Carriera
Robert Domes lavora come scrittore e giornalista per vari quotidiani e riviste. È inoltre attivo nella formazione dei giornalisti, relatore e team leader (tra l'altro nel programma giornalistico locale del Centro federale per l'educazione politica e la promozione giornalistica di giovani talenti da parte della Fondazione Konrad-Adenauer e per clienti privati). Nel 2002, Domes inizia a studiare la vita di Ernst Lossa. Il ragazzo proveniva da genitori del gruppo jenisch, nomadi che viaggiavano nella Germania meridionale. Ernst fu portato via dai suoi genitori nel 1933 e mandato nell'orfanotrofio. Sebbene non fosse disabile o malato di mente, considerato "lunatico", fu deportato nell'Ospedale distrettuale Kaufbeuren in Algovia nel 1942, e poi da lì trasferito in un riformatorio. Giudicato "irrecuperabile", all'età di dodici anni viene spostato in un manicomio. Lì fu ucciso nel 1944 all'età di 14 anni con il sovradosaggio di morfina scopolamina. Fu probabilmente una delle più di 200 000 vittime del programma di eutanasia sotto il nazionalsocialismo. Domes descrisse la vita di Ernst Lossa nel suo romanzo Nebel im august (Nebbia in agosto), pubblicato da CBT (Random House) nel 2008 come libro per ragazzi e usato ora come lettura nelle scuole, libro che ha ricevuto numerosi riconoscimenti. Nel 2015 il romanzo è stato adattato per il cinema sotto la direzione di Kai Wessel. Ne è nato il film drammatico Nebel im august, distribuito nelle sale tedesche a settembre 2016, che ha fatto parte della lista delle 8 pellicole tedesche scelte per concorrere all'Oscar al miglior film in lingua straniera nel 2017, ma essere selezionato.
Domes ha scritto anche i romanzi polizieschi Voralpenphönix e Almwiesengift nel 2014 e nel 2015.

## Opere
- Nebel im August. Die Lebensgeschichte des Ernst Lossa, CBT, Monaco (2008), ISBN 978-3-570-30475-4
- Voralpenphönix. Allgäu Krimi, Colonia (2014), ISBN 978-3-954-51252-2
- Almwiesengift. Allgäu Krimi, Colonia (2015), ISBN 978-3-954-51546-2
- Nebel im August. Filmbuch, CBJ, Monaco di Baviera (2016), ISBN 978-3-570-40328-0

## Premi
- Premio speciale come giornalista locale tedesco della Konrad-Adenauer-Foundation
- Premio giornalistico dell'Associazione dei distretti bavaresi
- Nomination 2009 per il premio di pace di Gustav Heinemann per Nebel im august
- 2009 Bronzener Lufti, Premio letterario della giuria della Società letteraria del Meclemburgo per la Nebel im august
- Medaglia al merito federale del Bund Jenischen in Germania
- Premio Marion Samuel 2010 della Fondazione della Memoria